# Château de Venère
Le château de Venère est un château situé à Venère, en France.

## Description
Le château est construit au XIIIe siècle. Il compte a ce jour plus de 20 pièces.

## Localisation
Le château est situé sur la commune de Venère, dans le département français de la Haute-Saône.

## Historique
L'édifice est inscrit au titre des monuments historiques en 1998.